# Nueva Tenochtitlán
Nueva Tenochtitlán es una localidad del estado mexicano de Chiapas. Es parte del municipio de Cintalapa.

## Demografía
| Gráfica de evolución demográfica |
|                                  |

| Censo | Población |
| ----- | --------- |
| 1940  | 220       |
| 1950  | 300       |
| 1960  | 693       |
| 1970  | 1 366     |
| 1980  | 1 376     |
| 1990  | 1 702     |
| 2000  | 1 431     |
| 2010  | 1 640     |
| 2020  | 1 603     |